# Potzneusiedl
Potzneusiedl (ungerska: Lajtafalu) är en ort och kommun i Österrike. Den ligger i distriktet Neusiedl am See i förbundslandet Burgenland, i den östra delen av landet, 50 km öster om huvudstaden Wien.